# 高師世
高 師世（こう の もろよ、生年不明 - 観応2年/正平6年2月26日（1351年3月24日））は、南北朝時代の武将。本姓は高階氏。高師泰の子。兄弟に高久武（ひさたけ）、高師秀（もろひで）、高師武（もろたけ、国司氏の祖）がおり、このうち師秀は師世の養嗣子となった。

## 生涯
足利氏に仕えた高氏の一族。足利直義と対立した伯父の高師直が一時執事を辞職した際、足利尊氏に後任の執事に任命された。のちに師直が復権すると再び師直が執事に返り咲く。まもなく観応の擾乱が勃発すると、師直・師泰と共に尊氏を擁し直義と戦ったが敗れた。尊氏と直義が和睦すると師直・師泰らと共に出家するが、上杉能憲らによって武庫川畔において、師直、師泰ら一族と共に、殺害された。享年不明だが30代から40代くらい。師世を直接手にかけたのは長尾清景（白井長尾家の祖）とされている。
師泰・師世の後は師秀が継承し、高氏の血脈は保たれた。